# Talmühle (Gimmeldingen)
Die Talmühle – alternativ Vordere Talmühle genannt – ist eine ehemalige Mühle innerhalb von Neustadt an der Weinstraße und mittlerweile als Wohnplatz ausgewiesen.

## Lage
Die Talmühle befindet sich im Gimmeldinger Tal entlang des Mußbach innerhalb der Haardt, wie der Ostrand des Pfälzerwald genannt wird. Sie gehört zum Ortsbezirk Gimmeldingen der kreisfreien Stadt Neustadt an der Weinstraße; ersterer war bis 1969 eine selbständige Gemeinde. Südlich erstreckt sich das Weinbiet und nördlich der Erlenberg (349,1 m).

## Geschichte
Die Talmühle wurde 1736 errichtet. Die Bezeichnung „vordere Talmühle“ rührt daher, dass es 300 Meter oberhalb eine „hintere Talmühle“ existierte, von der jedoch keine Reste überdauerten.
Die Mühle wurde bis etwa 1900 betrieben. 1927 wurde ein Teil des Anwesens in Form eines Putzbaus zur Gastwirtschaft umgebaut. Sie ist von allen ehemaligen Mühlen entlang des Gimmeldinger Tals am besten erhalten.

## Verkehr
An der Mühle vorbei führt die frühere Kreisstraße 13, die mittlerweile zurückgestuft wurde.

## Tourismus
Entlang Talmühle und einiger weiterer Mühlen entlang des Mußbach verläuft mittlerweile ein Wanderweg mit Informationstafeln. Ebenso passiert der Prädikatswanderweg Pfälzer Weinsteig die Mühle und ein Wanderweg, der mit einem weiß-roten Balken markiert ist.